# Salmo 129

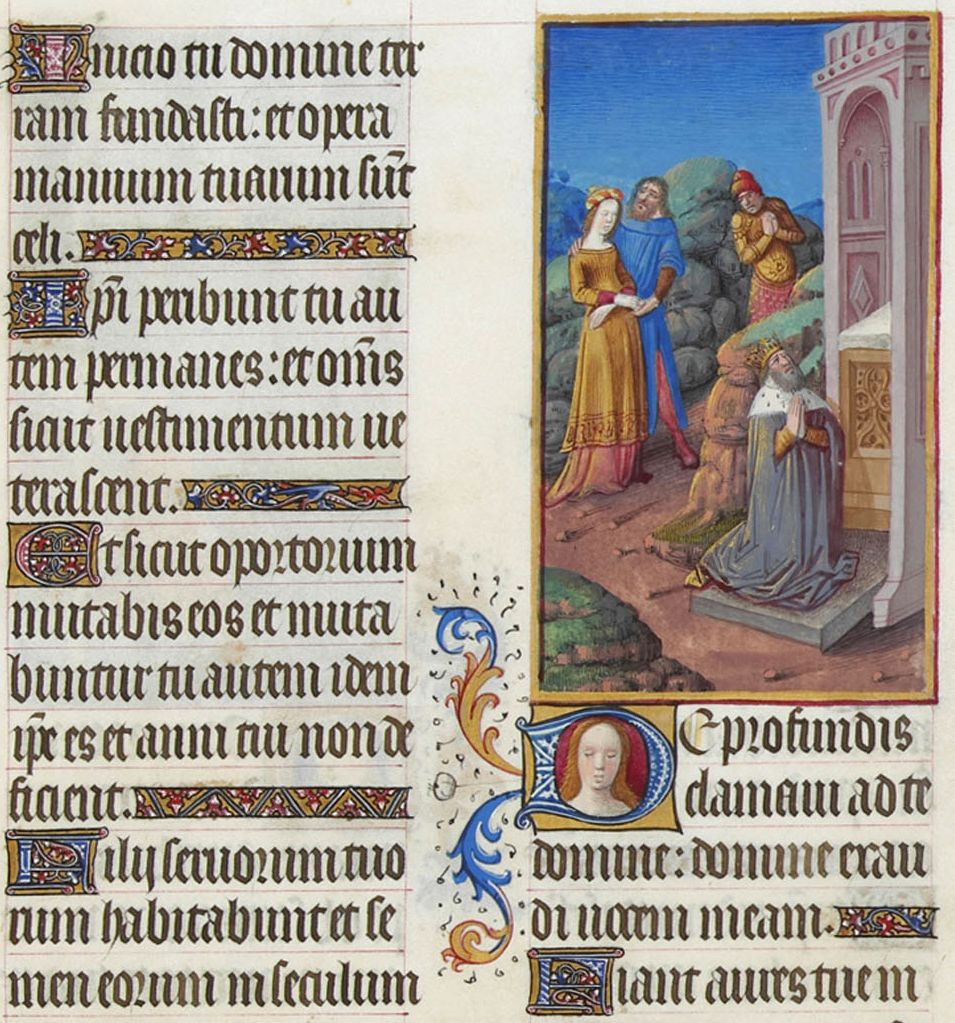
Les Très Riches Heures du duc de Berry, Folio 70r - De Profundis, Musée Condé, Chantilly.

Il Salmo 129 (numerazione greca tratta dalla LXX ed utilizzata in tutte le traduzioni Cattoliche, fino alla CEI 2008, ed ortodosse. Nelle versioni che seguono la numerazione ebraica è invece il salmo 130) noto anche come De profundis, dalle parole iniziali secondo la traduzione latina della Vulgata, fa parte della raccolta dei 150 Salmi sia nella Tanakh ebraica che nell'Antico Testamento cristiano.

## Uso ebraico
È inserito nel gruppo dei salmi delle ascensioni perché utilizzato per il pellegrinaggio a Gerusalemme . Nella tradizione ebraica veniva cantato arrivando sotto le mura della città ormai al termine del proprio pellegrinaggio.

## Uso cristiano
Il salmo è entrato nell'elenco dei salmi penitenziali.
Oggi, prendendo lo spunto dalle sue parole iniziali, la Chiesa cattolica usa il salmo soprattutto per il ricordo dei defunti, quasi supponendo che sia il defunto stesso che lo reciti nel passaggio dalla vita terrena alla vita eterna.
Il salmo è considerato messianico, riferito cioè al Cristo perché nella sua passione si trovò negli abissi delle tenebre e nel contempo perché con il suo sacrificio tira fuori dagli abissi e moltiplica la misericordia promessa nel salmo.

### De profundis
L'espressione De profundis, che, tradotta letteralmente, significa "dalle profondità [dell'abisso]", è tratta dall'inizio del Salmo 129 secondo la traduzione in lingua latina della Vulgata.
Il De profundis si recita in particolare nella liturgia dei defunti.
Per antichissima tradizione era pure intonato nei Secondi Vespri del giorno di Natale; anche con la riforma liturgica voluta dal Concilio Vaticano II, che ha ridotto il numero dei salmi da cantarsi nei vespri da cinque a tre, questa tradizione è stata confermata.
Come espressione si usa nella lingua corrente per intendere: più in ambito letterario, una lamentazione, non necessariamente desolata, semmai aperta al trascendente, da una condizione di grande prova; d'uso comune quale "ultimo saluto", "congedo o abbandono definitivo", anche di un'idea, un progetto, un'istituzione.

## Testo
Di seguito riportiamo testo latino e traduzione, l'ultima parte alterna sacerdote ed assemblea. Al ''De profùndis è unito il Rèquiem aetèrnam (ripetuto due volte). 

La prima formulazione contiene due righe meno note rispetto alla preghiera dopo il Vaticano II (V. A porta ìnferi. R. Èrue, Dòmine, ànimas eorum.) che chiedono a Dio (o ad un angelo da Lui inviato) di provvedere ad una Discesa agli Inferi per liberare le anime purganti.
Le due indulgenze relative alle due preghiere sono cumulate ("si sommano i giorni dell'una e dell'altra)..
Latino
De profùndis clamàvi ad te, Dòmine;

Dòmine, exàudi vocem meam. 

Fiant àures tuæ intendèntes

in vocem deprecatiònis meæ.

Si iniquitàtes observàveris, Dòmine,

Dòmine, quis sustinèbit?

Quia apud te propitiàtio est 

et propter legem tuam sustìnui te, Dòmine.

Sustìnuit ànima mea in verbo eius,

speràvit ànima mea in Dòmino.

A custòdia matutìna usque ad noctem, 

speret Ìsraël in Dòmino,

quia apud Dòminum misericòrdia, 

et copiòsa apud eum redèmptio.

Et ipse rèdimet Ìsraël ex òmnibus iniquitàtibus eius. 

 
Italiano (traduzione letterale)
Dalle profondità a te ho gridato, o Signore;

Signore, ascolta la mia voce.

Siano i tuoi orecchi attenti

alla voce della mia preghiera.

Se consideri le colpe, Signore,

Signore, chi resisterà (alla tua ira)?

Poiché presso di te è il perdono

e per merito della tua legge ho confidato in te, o Signore.

L'anima mia (si) è retta sulla sua parola,

ha sperato l'anima mia nel Signore,

Dalla veglia del mattino sino a notte,

speri Israele nel Signore,

perché presso il Signore é la misericordia,

e abbondante presso di lui è la redenzione.

Ed egli redimerà Israele da tutte le sue colpe.
Latino
V. Rèquiem aetèrnam dona eis, Domine.

R. Et lux perpètua lùceat eis.

V. A porta ìnferi.

R. Èrue, Dòmine, ànimas eorum.

V. Requiéscant in pace.

R. Amen.

V. Dòmine, èxaudi oratiònem meam.

R. Et clamor meus ad te vèniat. 

V. Oremus.

V. Fidèlium Deus òmnium Cònditor et Redèmptor: animàbus famulòrum famularùmque tuàrum remissiònem cunctòrum trìbue peccatòrum; ut indulgèntiam, quam semper optavèrunt, piis supplicatiònibus consequàntur. Qui vivis et regnas in saècula saèculorum.

R. Amen.

V. Rèquiem aetèrnam dona eis Dòmine.

R. Et lux perpètua lùceat eis.

V. Requiéscant in pace.

R. Amen.
Italiano (traduzione letterale)
V. L'eterno riposo, dona loro, o Signore.

R.  E splenda ad essi la Luce perpetua.

[V. Dalla porta degli inferi.]

[R. Tira fuori le loro anime, o Signore.]

V. Riposino in pace.

R. Amen.

V. Signore, ascolta la mia preghiera.

R. E la mia supplica giunga fino a te.

V. Preghiamo

[V. Dio Creatore e Redentore di tutti i fedeli: alle anime dei (tuoi) servitori e delle tue servitrici concedi la remissione di tutti quanti i peccati; perché con le pie suppliche ottengano l'indulgenza che sempre chiedono nella preghiera.
 Tu che vivi e regni nei secoli dei secoli.]

R. Amen.

V. L'eterno riposo, dona loro, o Signore.

R.  E splenda ad essi la Luce perpetua.

V. Riposino in pace.

R. Amen.